# الفنون المرئية لشعوب الأمريكيتين الأصلية
تشمل الفنون المرئية للشعوب الأصلية في الأمريكيتين الممارسات الفنية لشعوب الأمريكيتين الأصلية منذ العصور القديمة وحتى الوقت الحاضر. تشمل هذه الفنون أعمالًا من أمريكا الجنوبية وأمريكا الشمالية التي تضم بدورها أمريكا الوسطى وجرينلاند، وتشمل أيضًا أعمال سكان يوبيك في سيبيريا الذي تداخلت ثقافتهم بشكل كبير مع يوبيك ألاسكا الأصليين.
تتضمن الفنون المرئية الأمريكية الأصلية كلًا من الفنون المحمولة مثل الرسم أو صناعة السلال أو النسيج أو التصوير الفوتوغرافي، والأعمال الضخمة مثل أعمال الهندسة المعمارية أو فن الأرض والنحت العام أو الجداريات. تتزامن بعض أشكال الفن لدى السكان الأصليين مع أشكال الفن الغربي. مع ذلك، فإن بعضًا من هذه الأعمال مثل أعمال ريش النيص والعض على لحاء القضبان تُعد فريدة من نوعها وتخص سكان الأمريكيتين.
جمع الأوروبيون فن السكان الأصليين في الأمريكيتين منذ اتصالهم معهم في عام 1492 ووضعوه في حجرة العجائب وفي المتاحف القديمة. صنفت المتاحف الفنية الغربية الأكثر تحفظًا فن السكان الأصليين في الأمريكيتين ضمن فنون إفريقيا وأوقيانوسيا والأمريكيتين، مع تصنيف الأعمال قبل الاتصال على أنها فن ما قبل الكولومبي، وهو مصطلح يُشير في بعض الأحيان فقط إلى الفن الذي ينتمي إلى ما قبل الاتصال والخاص بالشعوب الأصلية لأمريكا اللاتينية. يسعى الباحثون والحلفاء المحليون إلى فهم الفن الأصلي وتفسيره من وجهات نظر السكان الأصليين.

## المرحلة الحجرية والقديمة
تُعرف المرحلة الحجرية أو فترة أسلاف الهنود في أمريكا الشمالية بأنها تمتد منذ نحو 18000 إلى 8000 قبل الميلاد. يُشار إلى الفترة الممتدة من نحو 8000 إلى 800 قبل الميلاد بشكل عام على أنها الفترة الحجرية. استخدم الناس خلال هذه الفترة الزمنية مجموعة واسعة من المواد منها ما كان عرضة للتلف مثل الألياف النباتية أو الجلود، إلا أنه كان من النادر حفظها خلال آلاف السنين التي مرت. أنتجت الشعوب الأصلية لافتات حجرية ورؤوس الأسلحة والتشكيل الحجري ولوحات الرسم الصوري على جدران الكهوف التي نجا بعضها حتى وقتنا الحاضر.
تُشكل المنحوتة التي تستخدم عظمًا لأحد الحيوانات الضخمة أقدم فن معروف في الأمريكيتين ينتمي للمرحلة الحجرية، ربما كان هذا الحيوان هو الماموث، نُقش على هذا العظم صورة جانبية للماموث والماستودون يمشيان، ويعود تاريخ هذا العمل إلى 11000 قبل الميلاد. عُثر في أوائل القرن العشرين على العظم بالقرب من شاطئ فيرو، في فلوريدا، في المنطقة التي عُثر فيها على عظام بشرية (رجل الفيرو) إلى جانب حيوانات العصر الحديث الأقرب المنقرضة في وقت مبكر من القرن الحادي والعشرين. تمعدنت العظمة ولم يعد بالإمكان تحديد تاريخها، لكن جرى التحقق من أن النحت قد صُنع قبل أن يتمعدن. يُشير التحقق التشريحي من النحت والتمعدن الكثيف للعظم إلى أن النحت قد صُنع في الوقت الذي كان لا يزال يعيش الماموث أو/و الماستودون في المنطقة وذلك منذ أكثر من 10000 عام.
تُعد جمجمة كوبر بيزون أول مجسم مطلي معروف في أمريكا الشمالية ويعود لنحو 8050 قبل الميلاد تقريبًا. يشمل فن العصر الحجري في أمريكا الجنوبية اللوحات الصخرية لثقافة مونتي أليغري التي أُنشئت في كافيرنا دا بيدرا بينتادا والتي يعود تاريخها إلى الفترة بين 9250 وحتى 8550 قبل الميلاد. يحوي كهف غيتاريرو في البيرو على أقدم المنسوجات المعروفة في أمريكا الجنوبية، ويرجع تاريخها إلى 8000 قبل الميلاد.
يحتوي جنوب غرب الولايات المتحدة ومناطق معينة من جبال الأنديز على أعلى نسبة من الرسوم التصويرية (الصور المرسومة)، ونقوش ما قبل التاريخ (الصور المنقوشة) من هذه الفترة. تُعرف كل من الرسوم التصويرية ونقوش ما قبل التاريخ على أنها فن الصخور.

## أمريكا الشمالية

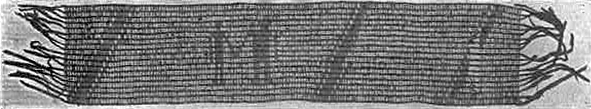
الفنون المرئية لشعوب الأمريكيتين الأصلية

### القطب الشمالي
يمتلك اليوبيك من ألاسكا تقليدًا طويلًا في نحت الأقنعة يستخدمونها في الطقوس الشامانية. أنتجت الشعوب الأصلية في القطب الشمالي الكندي أشياء يمكن تصنيفها على أنها فن منذ زمن ثقافة دورست. كانت المنحوتات العاجية من حيوان الفظ لشعب دورست شامانية في المقام الأول، وحل محلها فن شعب ثولي نحو عام 1000 م وتميز أنه أكثر تزينية. بدأت الفترة التاريخية لفن إنويت مع الاتصال بأوروبا. ابتكر حرفيو الإنويت هدايا تذكارية لطواقم سفن صيد الحيتان والمستكشفين خلال هذه الفترة التي بلغت ذروتها في أواخر القرن التاسع عشر، وتشمل الأمثلة الشائعة ألواح الكريبج. بدأ فن الإنويت الحديث في أواخر الأربعينات من القرن العشرين، عندما أنتجوا مطبوعات ومنحوتات السربنتينيت لبيعها في الجنوب بتشجيع من الحكومة الكندية. يمتلك الإنويت في جرينلاند تقاليد فريدة من نوعها في النسيج تتخللها حياكة الجلد والفراء وتطريز القطع الصغيرة من أعضاء الثدييات البحرية ذات الألوان الزاهية لصنع تصميمات فسيفسائية تُسمى أفيتات. تصنع النساء أطواق متقنة مصنوعة من الخرز. يمتلك الإنويت تقاليد قوية في صنع الأقنعة التي تُعرف أيضًا بشكل فني يُسمى توبيلاك أو «كائن شرير الروح». تزدهر ممارسات صناعة الفن التقليدي في أماساليك. يظل عاج حوت العنبر وسيلة قيمة للنحت.

### المناطق شبه القطبية
تعيش ثقافات ألاسكا الداخلية وكندا جنوب الدائرة القطبية الشمالية من شعوب المنطقة القطبية الشمالية. في حين أن البشر عاشوا في هذه المنطقة لفترة أطول بكثير، فإن أقدم فن ناجي من المناطق شبه القطبية هو موقع للصور المنقوشة في شمال غرب أونتاريو، يعود تاريخه إلى عام 5000 قبل الميلاد. يُعد حيوانا الرنة والموظ من الموارد الرئيسية لتوفير الجلود والقرون والأوتار وغيرها من المواد التي تصلح للأعمال الفنية. يزخرف ريش النيص الجلود ولحاء القضبان. بعد الاتصال الأوروبي وتأثير الراهبات الرماديات، أصبح خصل شعر الموظ وأعمال الخرز الزجاجي المزهر شائعة في شبه القارة القطبية الجنوبية.

### ساحل الشمال الغربي
يتميز فن هايدا وتلينغيت وبيلابيلا وتسيمشيان وغيرها من القبائل الأصغر التي تعيش في المناطق الساحلية لولاية واشنطن وأوريغون وكولومبيا البريطانية بمفردات أسلوبية معقدة للغاية يُعبَّر عنها بشكل رئيسي في أوساط نحت الخشب. تشمل الأمثلة الشهيرة أعمدة الطوطم وأقنعة التحول والزوارق. إضافة إلى الأعمال الخشبية، أصبحت الرسومات ثنائية الأبعاد ومجوهرات الفضة والنحاس المنقوش مهمة بعد الاتصال مع الأوروبيين.

### وودلاندز الشرقية

#### وودلاندز الشمالية الشرقية
شغلت وودلاندز الشرقية أو ببساطة وودلاندز مناطق أمريكا الشمالية شرق نهر المسيسيبي على الأقل منذ 2500 قبل الميلاد. على الرغم من وجود العديد من الثقافات الإقليمية المتميزة، إلا أن التبادل الحاصل بينهم كان أمرًا شائعًا حتى أنهم تشاركوا ممارسات دفن موتاهم في تلال ترابية، مما حافظ على قدر كبير من فنهم. تُعرف هذه الثقافات مجتمعة باسم بناة الروابي بسبب هذه الصفة.
تنقسم فترة وودلاندز (1000 قبل الميلاد- 1000 بعد الميلاد) إلى فترات مبكرة ومتوسطة ومتأخرة، وتتكون من ثقافات تعتمد في الغالب على الصيد والتجمع من أجل العيش. يُعد الخزف الذي صنعته ثقافة دبتفورد (2500 قبل الميلاد- 100 بعد الميلاد) أول دليل على وجود تقاليد فنية في هذه المنطقة. تُعد ثقافة أدنا مثالًا آخر معروفًا على ثقافة وودلاندز المبكرة. نحتوا أقراصًا حجرية ذات تصميمات بتشكيل حيواني وأنتجوا خزفًا وأزياء من جلود الحيوانات والقرون من أجل الطقوس الاحتفالية. شكل المحار دعامة أساسية في نظامهم الغذائي وعُثر على أصداف منحوتة في مدافنهم.
سيطرت فترة وودلاندز الوسطى على ثقافة هوبول (200- 500). شملت أعمالهم الفنية مجموعة واسعة من المجوهرات والنحت على الحجارة والخشب وحتى العظام البشرية.
شهدت الفترة المتأخرة من غابة وودلاندز (500- 100 بعد الميلاد) انخفاضًا في التجارة وفي حجم المستوطنات وانخفض إنتاج الفن أيضًا.
صمم الهودنوسونيون والقبائل الساحلية القريبة وامبوم من الأصداف والخيوط منذ القرن الثاني عشر فصاعدًا. كانت عبارة عن أجهزة استذكارية واستخدمت للتداول ولسجلات المعاهدات.
نحت شعب الإيراكوي أقنعة الوجه الكاذب لطقوس الشفاء إلا أن الممثلين التقليدين للقبائل، أي المجلس الأكبر الهودنوسوني، أوضحوا أن هذه الأقنعة ليست للبيع أو للعرض العلني. ويمكن القول الشيء نفسه بالنسبة لأقنعة جمعية إيراكوي لقشر الذرة.

## معرض صور

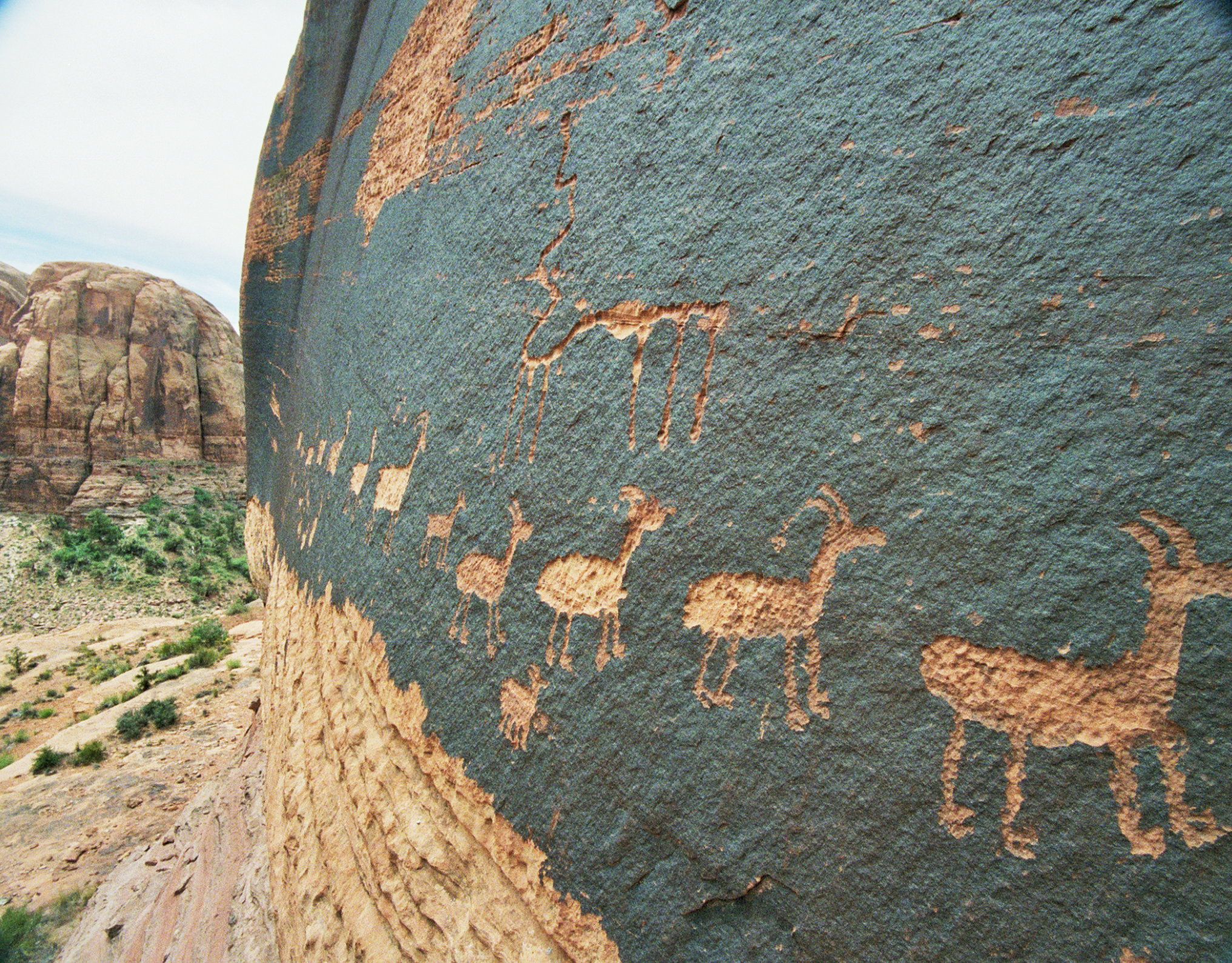
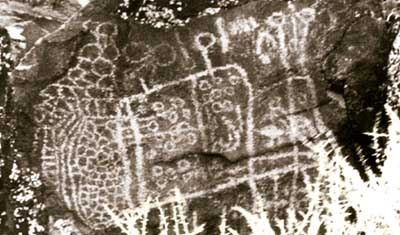
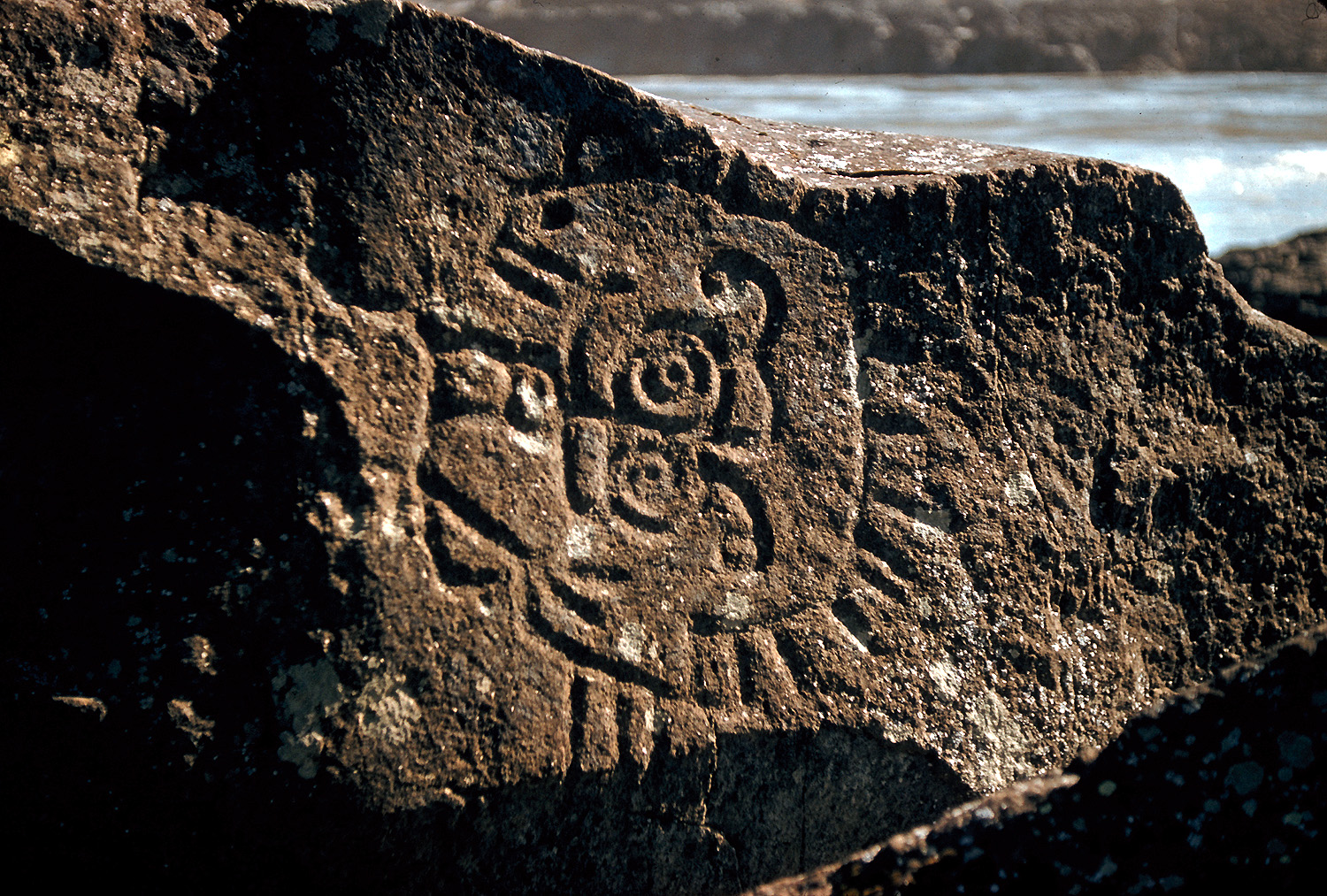